# Robert de Namur
Robrecht I de Namur (d. înainte de 981) a fost conte de Lommegau din 946.
Originile sale sunt necunoscute. Robrecht a adoptat o poziție independentă față de arhiepiscopul Bruno de Köln, care era totodată și duce de Lotharingia. Robrecht a ignorat edictul lui Bruno care ăi solicita demolarea sistemului de apărare pe care el îl construise fără permisiunea ducelui.
Identitatea soției lui Robrecht este tot o necunoscută. El a fost tatăl următorilor:
- Albert I (d. 1011), devenit conte de Namur
- Giselbert
- Ratboud